# 8781 Yurka
8781 Yurka eller 1976 GA2 är en asteroid i huvudbältet som upptäcktes den 1 april 1976 av den rysk-sovjetiske astronomen Nikolaj Tjernych vid Krims astrofysiska observatorium på Krim. Den har fått sitt namn efter Yuri S. Efimov.
Asteroiden har en diameter på ungefär 3 kilometer.